# Adel El-Maamour
Adel El-Maamour (en árabe: عادل المأمور‎, Egipto, 11 de noviembre de 1955) es un exfutbolista de Egipto que jugaba en la posición de guardameta.

## Carrera

### Club
Jugó toda su carrera con el Zamalek SC de 1974 a 1988, con el que fue campeón nacional en tres ocasiones, ganó cuatro copas nacionales, dos ediciones de la Copa Africana de Clubes Campeones y la Copa Afroasiática de 1987.

### Selección nacional
Jugó para Egipto en cinco ocasiones de 1980 a 1985, participó en los Juegos Olímpicos de Los Ángeles 1984, los Juegos Mediterráneos de 1983 y la Copa Africana de Naciones 1980.

## Logros
- Primera División de Egipto (3): 1977–78, 1983–84, 1987–88
- Copa de Egipto (4): 1974–75, 1976–77, 1978–79, 1987–88
- Copa Africana de Clubes Campeones (2): 1984, 1986
- Copa Afro-Asiática (1): 1987